# Uncharted
Cet article concerne la série de jeux vidéo et ses produits dérivés. Pour le film, voir Uncharted (film).
Uncharted (litt. « Inexploré ») est une série de jeux vidéo de type action-aventure créée par le studio américain Naughty Dog et éditée par Sony Interactive Entertainment sur les consoles PlayStation à partir de 2007. Elle suit essentiellement les aventures de Nathan Drake, un chasseur de trésor voyageant à travers le monde afin de résoudre différents mystères historiques.
La série comprend six jeux principaux — Uncharted: Drake's Fortune, Uncharted 2: Among Thieves, Uncharted 3: Drake's Deception, Uncharted: Golden Abyss, Uncharted 4: A Thief's End et Uncharted: The Lost Legacy —, deux jeux secondaires — Uncharted: Fight for Fortune et Uncharted: Fortune Hunter (pt) — et est adaptée en film en 2022.

## Éléments récurrents

### Synopsis
Nathan Drake, accompagné de son compère, Victor Sullivan, parcourt le monde entier — Amazonie, Pacifique, Himalaya, Népal, Bornéo, le Rub al-Khali, Londres, Syrie, Yémen, Colombie, France, Italie, Turquie , Écosse ou encore Madagascar — à la recherche de trésors. Certains des objets de valeur qu'il recherche ont appartenu à son « ancêtre » Francis Drake. Ses pérégrinations le mèneront à la découverte de trésors et cités mythiques : l'Eldorado, Shambala, Ubar, Libertalia...
Dans le premier opus, Nathan Drake se lance à la poursuite de l'Eldorado. Il est accompagné de Victor Sullivan, son mentor et meilleur ami, mais aussi d'Elena Fisher, jeune journaliste. Il commence son aventure au large des côtes panaméennes et réussit à trouver le cercueil de Sir Francis Drake, qui est supposé être l'ancêtre de notre aventurier. Il y trouve à l'intérieur le journal secret de l'explorateur anglais. Bien vite, ce journal le mènera au beau milieu du Pacifique, sur les traces de « Eldorado ». Mais il n'est bien évidemment pas le seul attiré par ce fameux trésor, Gabriel Roman et ses mercenaires vont tout tenter pour trouver Eldorado avant Drake. L'histoire prend une tout autre tournure lorsque Drake découvre que cette statue d'Eldorado n'est en fait qu'un trésor maudit.
Dans le second opus, Nathan Drake se met en quête de la flotte perdue de Marco Polo. Mais en avançant dans l'aventure, il ne tarde pas à découvrir que Marco Polo cachait un secret bien plus important : il menait une expédition secrète pour trouver le légendaire Royaume de Shambala, et y récupérer la pierre de Chintamani. Mais Drake tarde trop à comprendre totalement que la Pierre de Chintamani n'est pas une pierre, mais que c'est de l'ambre (résine d'arbre fossilisée), et qu'elle peut rendre invincible ou presque… Mais cette pierre, ou plutôt cette résine, est également très convoitée par Zoran Lazarevic, chef militaire de son armée privée, qui cherche cette fameuse pierre depuis longtemps, et qui est prêt à tout pour l'obtenir. Dans son incroyable périple qui le mènera jusqu'au sommet enneigé du Tibet, Drake sera accompagné par Victor Sullivan, Elena Fisher, mais également Chloé Frazer, ancienne compagne de Drake.
Dans le troisième opus, le chasseur de trésor se lance cette fois-ci à la recherche de « L'Atlantide des Sables », ou dite « La cité d'or », « la Cité des mille piliers », « Iram », « Ubar »… Cette quête vers cette cité légendaire lui fera traverser le désert du Rub al-Khali, et lui fera surpasser ses limites. Il sera de nouveau accompagné de son ami de longue date Sully, d'Elena Fisher, mais aussi de Chloé Frazer, présente dans le second opus de la série, et Charlie Cutter, chasseur de trésor britannique. Au centre d'une escroquerie montée par Talbot et Katherine Marlowe pour régler des comptes vieux de 20 ans, Drake sera remis sur les traces de son ancêtre Sir Francis Drake. Mais encore une fois, l'histoire prendra une autre tournure lorsque Drake découvre que cette cité est maudite.
Dans le quatrième opus, alors qu'il mène une vie paisible avec son épouse Elena, Nathan voit son frère aîné Samuel refaire surface quinze ans après sa mort présumée. Samuel explique à son frère qu'il se trouvait en prison avec comme compagnon de cellule le célèbre narco-trafiquant Alcazar, et que celui-ci pouvait le faire sortir de prison s'il trouvait le trésor du capitaine pirate Henry Avery, dont la valeur atteindrait 400 000 000 dollars.

## Développement

### Genèse
À partir de 2004, le studio californien Naughty Dog, racheté par Sony Computer Entertainment en 2001 et alors responsable des jeux Jak and Daxter sur PlayStation 2, commence à travailler sur un nouveau projet pour la prochaine console de Sony, la PlayStation 3.
C'est en 2005 que le développement commence réellement, sous la direction d'Evan Wells (en) et Christophe Balestra, qui souhaitent produire un jeu plus mature que les précédentes productions du studio. Amy Hennig, quant à elle, est responsable du scénario. Un premier projet, baptisé Zero Point et ayant pour thème l'écologie dans un univers essentiellement aquatique, est abandonné à la suite de la sortie de BioShock, dont le concept est similaire. L'idée d'un jeu de tir à la troisième personne inspiré d'Indiana Jones est alors retenue ; le projet est nommé Project Big. Il aboutira à la sortie d'Uncharted: Drake's Fortune en 2007.
Le studio s'inspire de différentes œuvres, comme Indiana Jones, La Momie, Lost : Les Disparus ou encore Gears of War. Ces inspirations, souvent issues de films d'aventures, ont accentué le côté cinématographique de la mise en scène des différents jeux de la série,.

### Chronologie des jeux
| 2007 | Uncharted: Drake's Fortune                   |
| 2008 |                                              |
| 2009 | Uncharted 2: Among Thieves                   |
| 2010 |                                              |
| 2011 | Uncharted 3: Drake's Deception               |
| 2011 | Uncharted: Golden Abyss                      |
| 2012 | Uncharted: Fight for Fortune                 |
| 2013 |                                              |
| 2014 |                                              |
| 2015 | Uncharted: The Nathan Drake Collection       |
| 2016 | Uncharted: Fortune Hunter (pt)               |
| 2016 | Uncharted 4: A Thief's End                   |
| 2017 | Uncharted: The Lost Legacy                   |
| 2018 |                                              |
| 2019 |                                              |
| 2020 |                                              |
| 2021 |                                              |
| 2022 | Uncharted: Legacy of Thieves Collection (ar) |

- Jeux principaux
- Jeux secondaires
- Compilations

#### Jeux principaux
Uncharted: Drake's Fortune, le premier jeu de la série, sort fin 2007 sur PlayStation 3. Le studio Naughty Dog développe cet épisode ainsi que les autres opus de la série principale. Une version PlayStation Portable était prévue mais a été annulé à cause de divergences au sein de l'équipe de développement. Le système de jeu repose essentiellement sur du tir à la troisième personne, de la plate-forme et des énigmes,.
Une suite intitulée Uncharted 2: Among Thieves sort en 2009 sur PlayStation 3, le premier opus ayant rencontré un important succès critique et commercial. Le jeu propose une meilleure réalisation, un meilleur rythme, une meilleure mise en scène ainsi qu'un nouveau mode multijoueur en ligne ; ces éléments satisfont les joueurs, permettant à Naughty Dog de bénéficier d'une grande popularité au sein de l'industrie vidéoludique,.
Uncharted 3: Drake's Deception sort sur PlayStation 3 en 2011 sur PlayStation 3. Le système de jeu se place dans le prolongement du second opus, mais le jeu apporte davantage de séquences narratives et de soin pour le combat au corps-à-corps. L'écart de progression entre Among Thieves et Drake's Deception étant moindre par rapport à l'évolution entre le premier opus et le second, le studio peine à renouveler sa formule,.
Uncharted: Golden Abyss sort en 2012 sur PlayStation Vita ; il n'est pas développé par Naughty Dog mais Bend Studio, connu pour la série Syphon Filter. Il fait office de préquelle à Uncharted: Drake's Fortune. Le jeu propose une structure similaire au premier opus, se basant alternativement sur des phases de plate-forme et de tir à la troisième personne. Il exploite pleinement les capacités de la console, tant d'un point de vue technique que ludique, puisque les combats au corps-à-corps exploitent le pavé tactile.
Uncharted 4: A Thief's End sort en 2016 sur PlayStation 4. Dernier épisode de la série ayant pour protagoniste Nathan Drake, le jeu propose de nouveaux éléments de gameplay comme le grappin et l'utilisation de véhicules. Neil Druckmann et Bruce Straley, réalisateurs de The Last of Us, reprennent leur poste pour le développement de Uncharted 4. S'inspirant du précédent jeu du studio, les développeurs accordent davantage de scènes de dialogues aux personnages afin de mieux les développer, et des phases d'infiltration — absentes des précédents opus en tant que phases de jeu propres — font leur apparition,.
Uncharted: The Lost Legacy sort en 2017 sur PlayStation 4. Conçu à l'origine comme un contenu téléchargeable de Uncharted 4: A Thief's End, il sort finalement en tant que standalone ; il reprend l'essentiel du système de jeu de Uncharted 4.

#### Jeux secondaires
Uncharted: Fight for Fortune, un jeu de cartes à collectionner, sort en 2012 sur PlayStation Vita, développé par Bend Studio.
Uncharted: Fortune Hunter (pt), sort en 2016 sur smartphone, précédant la sortie d'Uncharted 4: A Thief's End. Il s'agit d'un un jeu vidéo de réflexion.
Uncharted: Golden Abyss, sort en 2011 sur PlayStation Vita.

#### Compilations
Uncharted: The Nathan Drake Collection est une compilation des trois premiers opus sortis sur PlayStation 3, soit Uncharted: Drake's Fortune, Uncharted 2: Among Thieves et Uncharted 3: Drake's Deception sortie en 2015 sur PlayStation 4. Il s'agit d'un remaster, comprenant des textures retravaillées, et proposant une définition de 1080p à 60 images par seconde, contre 720p à 30 images par seconde sur PlayStation 3,.
Uncharted: Legacy of Thieves Collection (ar) est une compilation des deux titres sortis sur PlayStation 4, c'est-à-dire Uncharted 4: A Thief's End et Uncharted: The Lost Legacy. Elle est sortie en janvier 2022 sur PlayStation 5 et Windows.

### Postérité
La série Uncharted bénéficie de nombreux opus et produits dérivés, tels que des comics, des romans, un film et des jeux de plateau, témoignant de son succès.
Le dernier épisode de la série étant censé être Uncharted 4: A Thief's End — celui-ci bénéficiant cependant d'un standalone, Uncharted: The Lost Legacy —, l'hypothèse d'une suite à la série est rapidement écartée.

## Accueil

### Critiques
La série Uncharted a reçu de nombreuses critiques élogieuses dans le monde entier, aussi bien par la presse spécialisée que par les joueurs. Le premier opus de la série, Drake's Fortune, est bien accueilli et reçoit des notes positives, il cumule un total de 89,67 % sur GameRankings, et de 88/100 sur Metacritic. Le deuxième titre de la série, Among Thieves, est accueilli avec bien plus d’enthousiasme, récoltant un score total de 96,38 % sur GameRankings, et de 96/100 sur Metacritic. L'épisode s'est vendu à plus de 6 millions d'exemplaires, et a remporté de nombreuses récompenses. Le troisième opus, L'Illusion de Drake, est très bien accueilli, avec un score cumulé de 91,78 % sur GameRankings, et de 92/100 sur Metacritic.
| Uncharted: Drake's Fortune        | Uncharted: Drake's Fortune | Uncharted: Drake's Fortune | Uncharted: Drake's Fortune |
| --------------------------------- | -------------------------- | -------------------------- | -------------------------- |
| GameRankings                      | 89,67 %                    |                            |                            |
| Metacritic                        | 88/100                     | 88/100                     | 88/100                     |
| Gamekult                          | 7/10                       | 7/10                       | 7/10                       |
| Jeuxvideo.com                     | 16/20                      | 16/20                      | 16/20                      |
| JeuxActu                          | 16/20                      | 16/20                      | 16/20                      |
| Uncharted 2: Among Thieves        |                            |                            |                            |
| GameRankings                      | 96,38 %                    | 96,38 %                    | 96,38 %                    |
| Metacritic                        | 96/100                     | 96/100                     | 96/100                     |
| Gamekult                          | 9/10                       | 9/10                       | 9/10                       |
| Jeuxvideo.com                     | 19/20                      | 19/20                      | 19/20                      |
| JeuxActu                          | 18/20                      | 18/20                      | 18/20                      |
| Uncharted 3 : L'Illusion de Drake |                            |                            |                            |
| GameRankings                      | 91,78 %                    | 91,78 %                    | 91,78 %                    |
| Metacritic                        | 92/100                     | 92/100                     | 92/100                     |
| Gamekult                          | 8/10                       | 8/10                       | 8/10                       |
| Jeuxvideo.com                     | 18/20                      | 18/20                      | 18/20                      |
| JeuxActu                          | 19/20                      | 19/20                      | 19/20                      |
| Uncharted: Golden Abyss           |                            |                            |                            |
| GameRankings                      | 80,66 %                    | 80,66 %                    | 80,66 %                    |
| Metacritic                        | 80/100                     | 80/100                     | 80/100                     |
| Gamekult                          | 8/10                       | 8/10                       | 8/10                       |
| Jeuxvideo.com                     | 17/20                      | 17/20                      | 17/20                      |
| JeuxActu                          | 16/20                      | 16/20                      | 16/20                      |
| Uncharted: Fight for Fortune      |                            |                            |                            |
| GameRankings                      | Pas de note                | Pas de note                | Pas de note                |
| Metacritic                        | 67/100                     | 67/100                     | 67/100                     |
| Gamekult                          | 5/10                       | 5/10                       | 5/10                       |
| Jeuxvideo.com                     | 10/20                      | 10/20                      | 10/20                      |
| JeuxActu                          | Non testé                  | Non testé                  | Non testé                  |
| Uncharted 4: A Thief's End        |                            |                            |                            |
| GameRankings                      | 92.71%                     | 92.71%                     | 92.71%                     |
| Metacritic                        | 93/100                     | 93/100                     | 93/100                     |
| Gamekult                          | 8/10                       | 8/10                       | 8/10                       |
| Jeuxvideo.com                     | 19/20                      | 19/20                      | 19/20                      |
| JeuxActu                          | 20/20                      | 20/20                      | 20/20                      |
| Uncharted: Hunter Fortune         |                            |                            |                            |
| GameRankings                      | Pas de note                | Pas de note                | Pas de note                |
| Metacritic                        | 77/100                     | 77/100                     | 77/100                     |
| Gamekult                          | Non testé                  | Non testé                  | Non testé                  |
| Jeuxvideo.com                     | 15/20                      | 15/20                      | 15/20                      |
| JeuxActu                          | Non testé                  | Non testé                  | Non testé                  |
| Uncharted: The Lost Legacy        |                            |                            |                            |
| GameRankings                      | 85.46%                     | 85.46%                     | 85.46%                     |
| Metacritic                        | 84/100                     | 84/100                     | 84/100                     |
| Gamekult                          | 7/10                       | 7/10                       | 7/10                       |
| Jeuxvideo.com                     | 16/20                      | 16/20                      | 16/20                      |
| JeuxActu                          | 18/20                      | 18/20                      | 18/20                      |

### Distinctions
| Année de sortie | Titre                             | Catégorie               | Catégorie             | Catégorie          | Catégorie             | Catégorie    | Catégorie          | Catégorie                 | Catégorie        | Catégorie                 | Catégorie        | Catégorie         | Catégorie       | Catégorie |
| Année de sortie | Titre                             | Meilleur jeu de l'année | Meilleur jeu aventure | Meilleur Graphisme | Meilleur Jeu d'action | Meilleur Son | Meilleur Technique | Meilleur Jeu PS3 du salon | Meilleur Jeu PS3 | Meilleur Jeu Tir objectif | Meilleur éditeur | Meilleur Scénario | Meilleur Design |           |
| --------------- | --------------------------------- | ----------------------- | --------------------- | ------------------ | --------------------- | ------------ | ------------------ | ------------------------- | ---------------- | ------------------------- | ---------------- | ----------------- | --------------- | --------- |
| 2007            | Uncharted: Drake's Fortune        | Non                     | Non                   | Non                | Non                   | Non          | Non                | Non                       | Non              | Non                       | Non              | Non               | Non             |           |
| 2009            | Uncharted 2: Among Thieves        | Oui                     | Non                   | Oui                | Oui                   | Oui          | Oui                | Oui                       | Oui              | Oui                       | Oui              | Oui               | Non             |           |
| 2011            | Uncharted 3 : L'Illusion de Drake | Oui                     | Oui                   | Oui                | Oui                   | Non          | Non                | Non                       | Oui              | Non                       | Oui              | Non               | Non             |           |

## Produits dérivés

### Jeux
Uncharted: Drake's Trail est un jeu par navigateur sorti en 2007, auparavant jouable sur le site officiel de la série. Le joueur contrôle un enquêteur mandaté par Elena Fisher ayant pour tâche de retrouver Nathan Drake avant les évènements du premier opus Uncharted: Drake's Fortune.
Un jeu de plateau intitulé Uncharted: The Board Game est également publié par Bandai en 2012.

### Comics
Uncharted: Eye of Indra est un comic animé en quatre parties, dont les évènements se situent avant le premier opus, Uncharted: Drake's Fortune. Il est distribué en 2009 via le PlayStation Network,.
Un comic intitulé Uncharted édité par DC Comics est également sorti le 11 novembre 2011. Il retrace les aventures de Nathan Drake à la recherche de la cité d'Agartha, voyage qui va l'emmener au centre de la Terre,.

### Roman
Un roman écrit par Christopher Golden, Uncharted : Le Quatrième labyrinthe, est sorti en 2011. Son récit, indépendant vis-à-vis des jeux, retrace les aventures de Nathan Drake à la recherche du labyrinthe de Dédale,.

### Film
Une adaptation de la série au cinéma, faisant office de préquelle à toute la série, est sortie le 16 février 2022. Elle retrace la rencontre entre Nathan Drake et Victor Sullivan, qui partent pour un voyage autour du monde à la recherche du Trésor de Magellan,.
Attraction
Depuis le 16 juin 2023, une attraction du nom de "Uncharted : l'Énigme de la Pénitence" est ouverte à PortAventura Park.